# Проспективная память
Проспективная память — память на намерения и на запланированные в будущем действия. Этот вид памяти отличают от ретроспективной памяти, содержанием которой являются события или факты, с которыми субъект сталкивался в прошлом. Примером проспективной памяти может служить необходимость помнить о важном звонке, который нужно сделать после обеда. Кроме того, проспективная память сосредоточена не на самой информации, а преимущественно на времени, когда нужно совершить то или иное действие.
Проспективная память крайне важна в повседневной жизни человека. Так, например, Дж. Ризон указывает, что сбой в этом типе памяти у одного из членов экипажа самолёта может привести к авиакатастрофам.
Л. Дж. Квавилашвили установила, что корреляции между вспоминанием намерения и вспоминанием содержания этого намерения нет, то есть, у человека может быть хорошо развита ретроспективная память и плохо проспективная, и наоборот. Таким образом, проспективная память является самостоятельной подсистемой памяти.
В рамках советской психологической школы данный вид памяти исследовался Г. В. Биренбаум. В эксперименте испытуемым предлагалось решать математические задачи, условия которых были написаны на отдельных листах. Помимо решения, испытуемым необходимо было подписывать каждый из листов. Во время эксперимента делался перерыв, когда участникам давали отвлекающие задания. После перерыва многие участники забывали подписывать первые два листа, а затем вновь вспоминали это «обязательство». Биренбаум объясняет полученные результаты тем, что намерения удерживается в памяти лишь при его включении в какую-либо деятельность.

## Типы проспективной памяти
Различение типов проспективной памяти необходимо, в первую очередь, во время конструирования заданий для её исследования. Так, различают проспективную память, связанную с событием, и проспективную память, связанную со временем. В первом случае задание включает напоминание выполнить то или иное действие, тогда как во втором случае необходимо выполнить действие в определённое время.
В одном из исследований была показана большая эффективность проспективной памяти, связанной со временем, нежели связанной с событиями. В этом исследовании испытуемым предлагалось нажимать на кнопку в определенное время или же в тот момент, когда они окажутся в указанном экспериментатором месте (событие). Исследователи объяснили полученные результаты тем, что при опоре проспективной памяти на событие, её эффективность больше основывалась на внешних подсказках. Испытуемым же, выполнявшим задания на время, необходимо было использовать подсказки, которые они придумали сами.

## Теории проспективной памяти

### Теория процессов подготовительного внимания и памяти
Это объяснение проспективной памяти выдвинули Р. Смит и Ю. Байен (2005). Согласно этой теории, в данном процессе участвуют процесс мониторинга, который начинается в тот момент, когда человек формулирует намерение и заканчивается после его осуществления, и механизмы ретроспективной памяти, которые позволяют вспомнить, какое именно действие необходимо совершить.
Данная теория не может объяснить тот факт, что люди редко думают о намерении постоянно, чаще воспоминание о необходимости что-то выполнить появляется само по себе.

### Мультиоперационная теория
Г. Эйнштейн и М. Макдэниэл (2005) предложили другое объяснение проспективной памяти. В функционировании проспективной памяти участвуют различные когнитивные процессы, в том числе и внимание. Однако мониторинг происходит автоматически, то есть без участия процессов внимания, если выполняются следующие условия:
1. Если стимул и намерение выполнить какое-либо действие неразрывно связаны между собой;
2. Если стимул выделяется на своем фоне;
3. Если во время выполнения задания на проспективную память внимание направлено на релевантные аспекты стимула.[1]

## Факторы, влияющие на эффективность извлечения из проспективной памяти
- Наличие подсказки. При этом, было показано, что вероятность совершить намерение больше зависит от внешних подсказок, чем от внутренних, придуманных самим человеком.[5]
- Необычность стимула, вызывающего проспективное воспоминание. Г. Эйнштейн и М. Макдэниэл (1993)[8] провели эксперимент, в ходе которого выяснили, что на эффективность вспоминания намерения действует необычность стимула, который привлекает непроизвольное внимание и запускает процесс проспективного вспоминания.
- Сила ассоциации между стимулом-подсказкой и запланированным действием.[9]
- Прерывание выполнения задания на проспективную память влияет негативно. В эксперименте Макдэниэла (2004) наличие даже кратковременного прерывания (5-40 с) ухудшило эффективность проспективной памяти. При этом наличие подсказки нивелировало эту сложность.[10]

Гольвитцер (1999) предложил специальную технику для увеличения эффективность проспективного вспоминания — имплементационные намерения. Схема данной стратегии выглядит следующим образом: «если я встречу стимул Х, я сделаю действие Y». Исследования показали, что использование данной техники может привести к более высокой вероятности достижения цели и запуску целенаправленного поведения в ответ на определенные стимулы или события в жизни.

## Проспективная память и старение
Известно, что с возрастом многие когнитивные функции ослабевают. Так, например, считается, что пожилые люди отлично помнят свое прошлое, но забывают планы на завтрашний день. Часто это связывают с рассеянностью и ослаблением проспективной памяти. Проведение поведенческого теста РИВЕРМИД, который диагностирует различные нарушения памяти, показало, что больше других подсистем памяти страдает именно проспективная память.
Дж. Генри с соавторами (2004) показали, что такой однозначный вывод делать нельзя. Он провел метаанализ исследований проспективной памяти, в которых исследовалось ослабление этого вида памяти в зависимости от возраста испытуемых. Было показано, что возраст испытуемых оказывает большее влияние на успешность ретроспективной памяти (измерялась с помощью методики свободного воспроизведения), чем на проспективную. Также исследователи сравнили два вида проспективной памяти, память на время и на события, и выяснили, что старение влияет на оба эти типа одинаково. Кроме того оказалось, что выполнение заданий на проспективную память, связанную с событиями, нарушается сильнее с возрастом в том случае, если оно требует более высокого уровня контроля процесса обработки информации.
Исследования М. Мартина и Р. Шуман-Хенгстелер (2001) показали, что трудность обработки информации играет роль и в заданиях на проспективную память, связанную со временем. Так, у людей пожилого возраста возникало гораздо больше трудностей при выполнении задания, требующего повышенного внимания, в то время как у молодых людей выполнение задания не было связано с его трудностью.

## Нейроанатомия проспективной памяти

Лобная кора левого полушария

В ряде исследований было показано, что удержание в памяти намерений осуществляется за счет функционирования лобной доли и прилежащих структур. Так, например, П. Бёрджесс с соавторами в своей статье рассмотрели пять случаев мозговых повреждений, которые сопровождались нарушением проспективной памяти и выяснили, что левая лобная доля, левая передняя цингулярная извилина и правая дорсолатеральная префронтальная кора важны для этой подсистемы памяти. В. Гоэль и Дж. Графман предполагают, что передняя и задняя цингулярные извилины вовлечены в ретроспективный компонент проспективной памяти, в то время как за планирование и создание намерений ответственна правая дорсолатеральная префронтальная кора.
Исследование М. Макдэниэла (1999) также подтвердило важность лобной коры для проспективной памяти. Испытуемые были разделены на 4 группы в зависимости от двух измеренных параметров: оценки функционирования лобных долей и оценки функционирования медиальной височной коры, которую традиционно сравнивают с эпизодической памятью. Далее им предлагалось выполнить задания на проспективную память. Результаты показали, что испытуемые с высоким уровнем функционирования лобных долей показали более успешное выполнение заданий, чем испытуемые с низким уровнем функционирования. При этом значимых различий в успешности проспективной памяти в зависимости от функционирования медиальной височной коры выявлено не было.